# Geyersdorf
Geyersdorf ist ein Ortsteil der sächsischen Stadt Annaberg-Buchholz im Erzgebirgskreis.

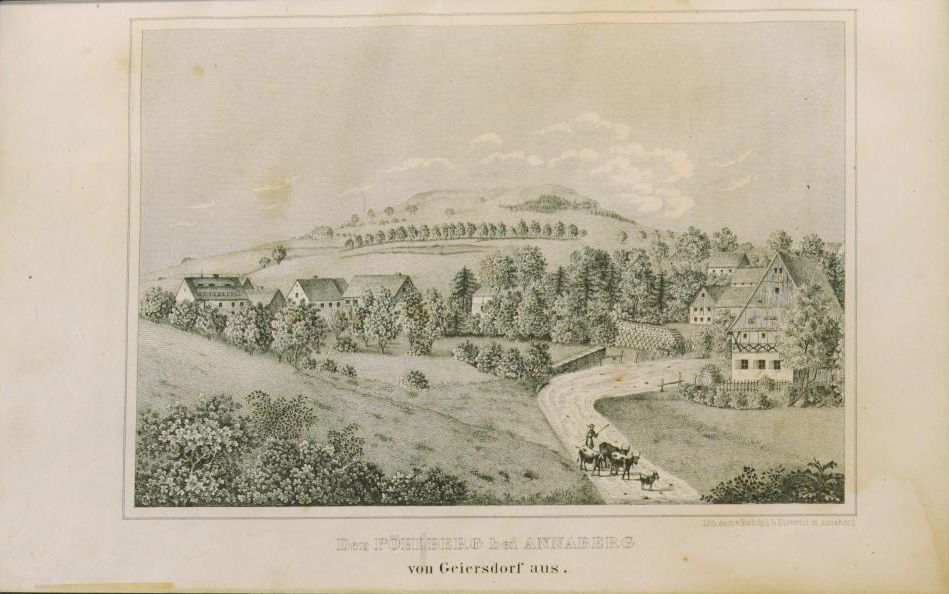
Geyersdorf in Johann Traugott Lindners Wanderungen 1848

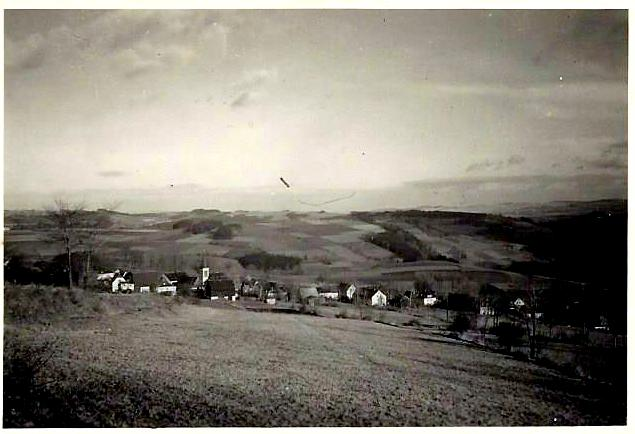
Die abschüssige Alte Dorfstraße, oberer Abschnitt mit Kirche, 1943

## Geografie

### Lage
Geyersdorf liegt etwa 2,5 Kilometer östlich von Annaberg im Erzgebirge. Die Ortslage erstreckt sich am Westhang des Pöhlbach, südwestlich des Ortes erhebt sich der 832 m ü. NN hohe Pöhlberg. Durch Geyersdorf verläuft der Europäische Fernwanderweg E3.
Den Ort queren die Staatsstraße 218 Annaberg–Reitzenhain sowie die S 262 Wiesenbad–Bärenstein.

### Nachbarorte
| Wiesa    |                                             | Plattenthal |
| Annaberg | Kompassrose, die auf Nachbargemeinden zeigt | Mildenau    |
|          | Königswalde                                 |             |

## Geschichte

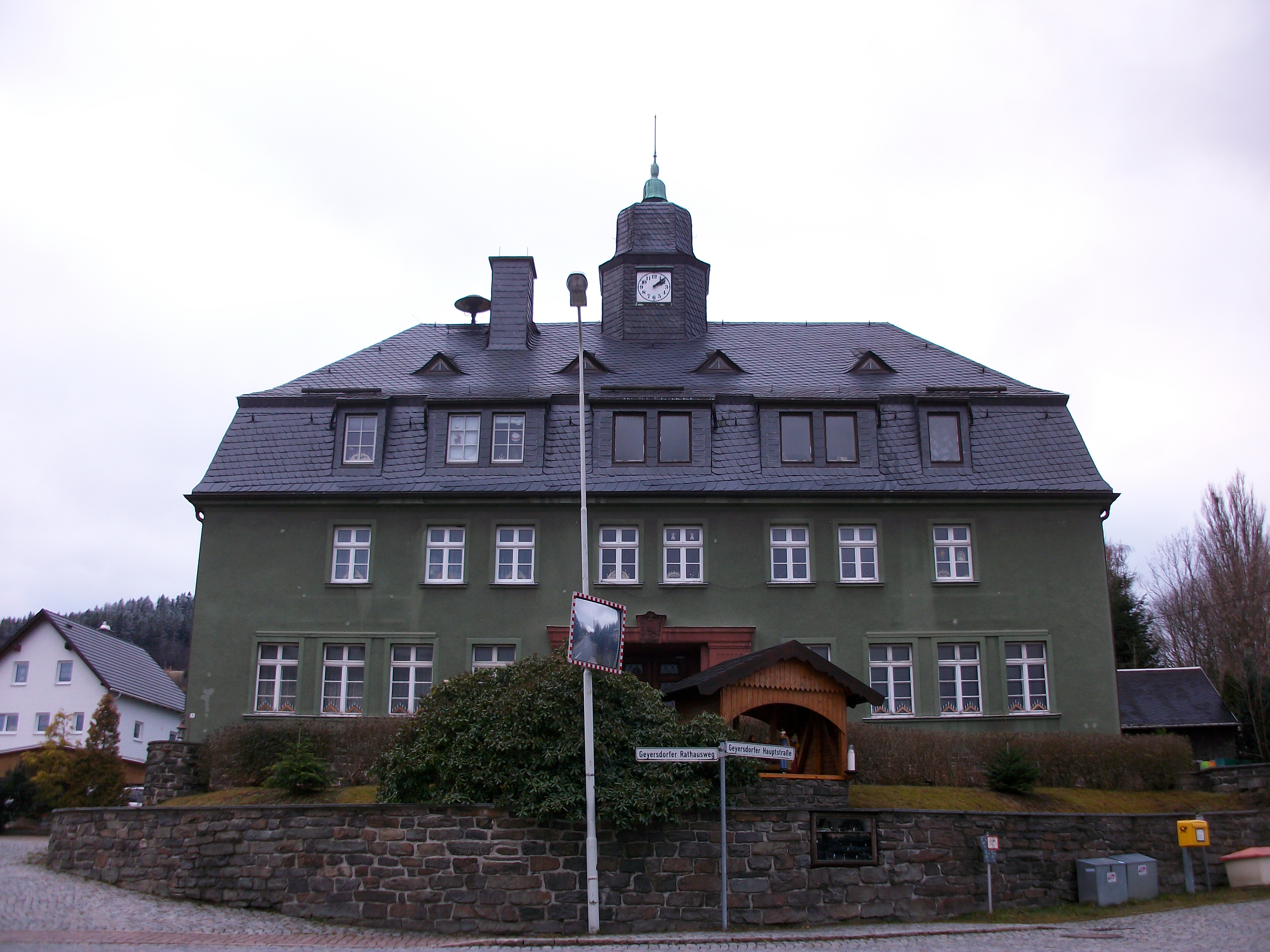
Rathaus Geyersdorf

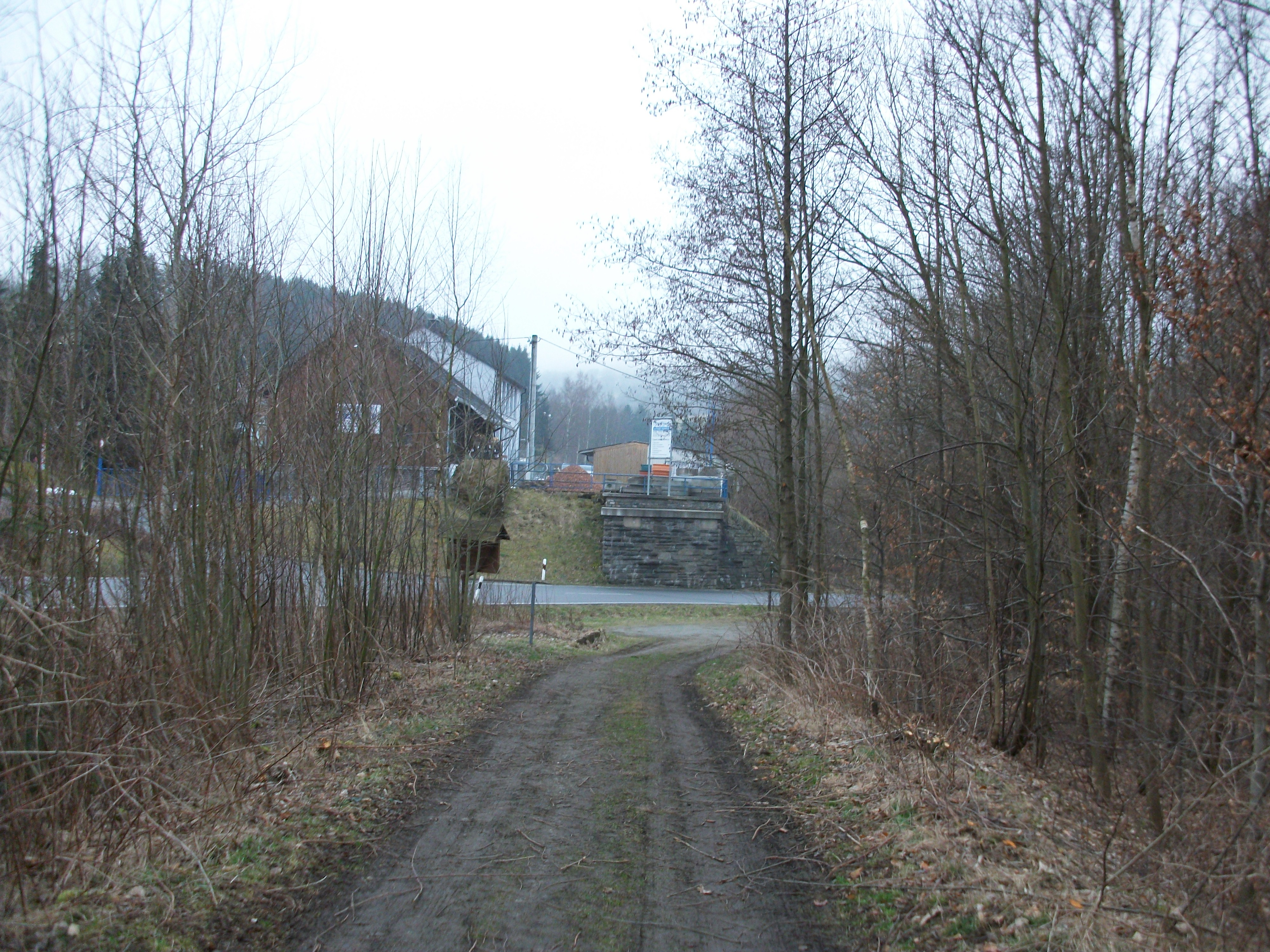
Geyersdorf, Widerlager der ehem. Eisenbahnbrücke (2016)

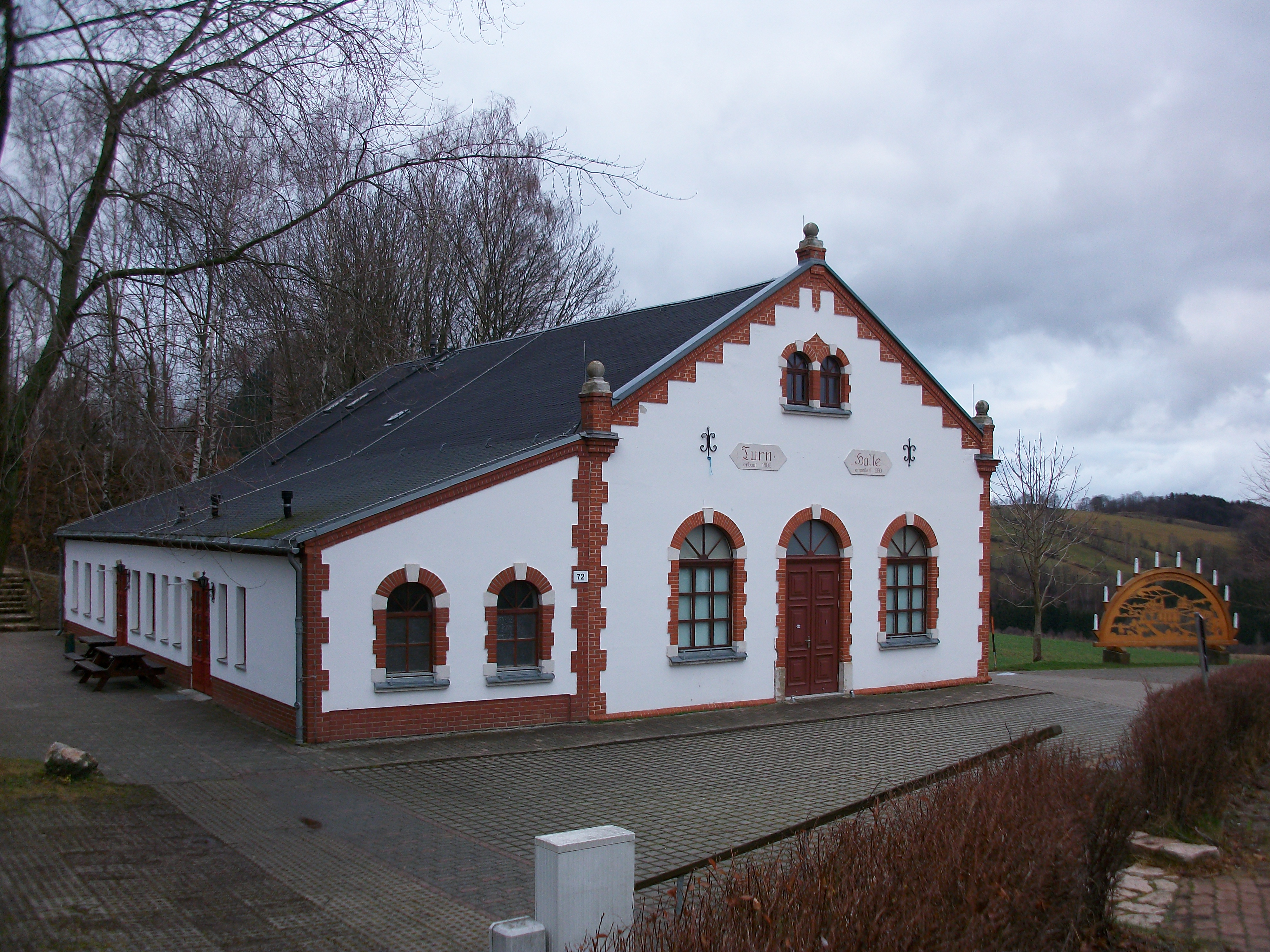
Turnhalle Geyersdorf mit Außenschwibbogen

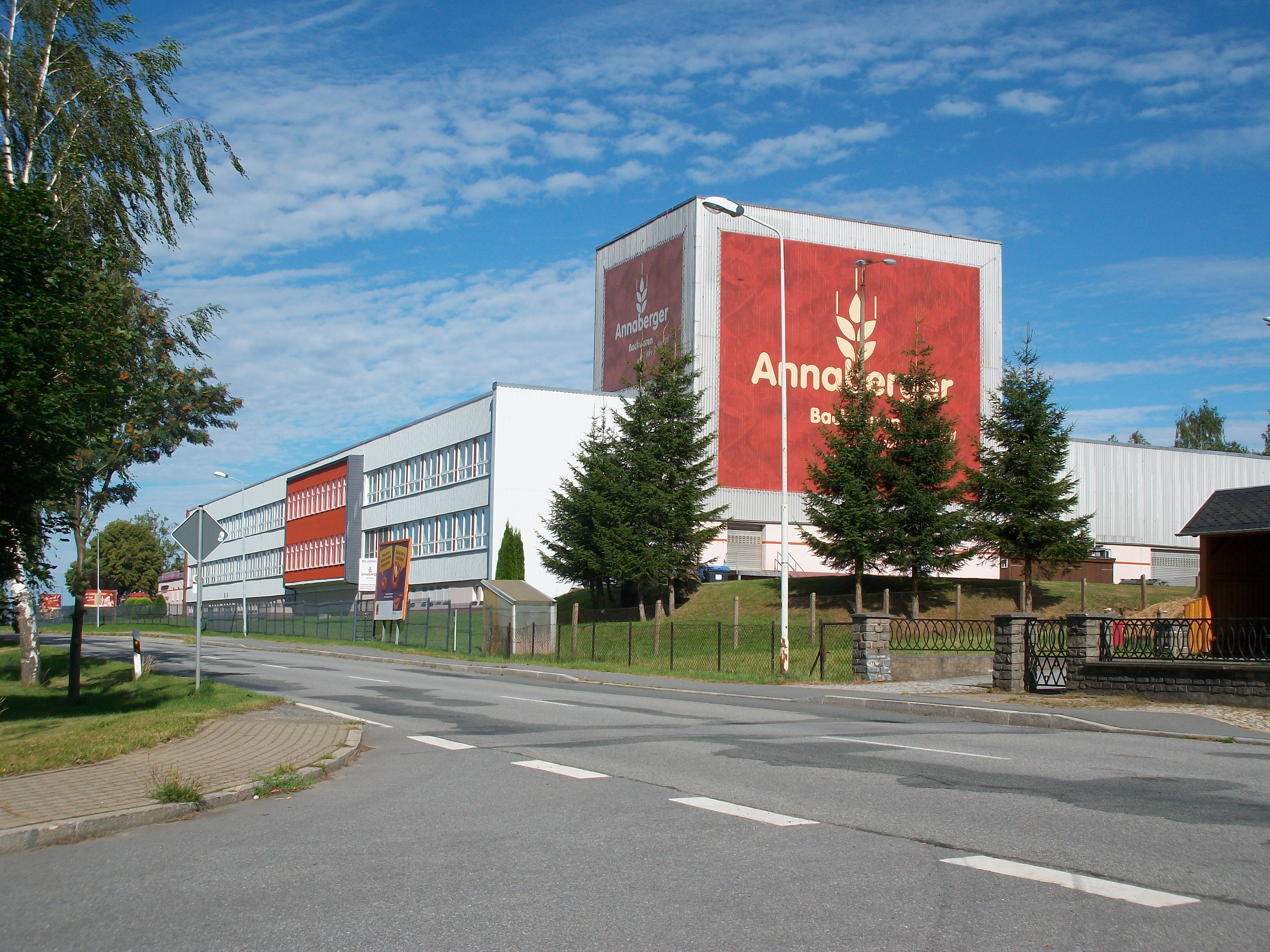
Geyersdorf, Annaberger Backwaren

### Ortsgeschichte
Die erste urkundliche Erwähnung datiert von 1397, man schreibt den Ortsnamen zu diesem Zeitpunkt bereits wie den heutigen, in der Folge unterliegt die Schreibweise jedoch mehreren Änderungen.
Der Name soll seinen Ursprung von Bergleuten aus Geyer haben, welche sich in der Folge von Erzfunden am Pöhlberg hier ansiedelten. Ehedem soll er die Bezeichnung Häuersdorf bzw. Häuerstädt (während der Zeit der Stadtgerechtigkeit) geführt haben, was auf den Beruf des Hauers rückführbar ist.
Friedrich Gottlob Leonhardi beschreibt Geyersdorf 1801 ausführlich in Band 3 seiner Erdbeschreibung der churfürstlich- und herzoglich- sächsischen Lande.
August Schumann nennt 1816 im Staats-, Post- und Zeitungslexikon von Sachsen Geyersdorf betreffend u. a.:
„Geyersdorf hat jetzt 80 Häuser, eine Kirche und Schule, und 541 Einwohner, unter denen 30 Begüterte mit 12¾ Magaz. Hufen, 5 Mühlenbesitzer und 45 Häusler sind. Im J. 1801 hielten sie 162 Kühe. [...]
Die Einwohner leben theils vom Ackerbau, der aber wegen der Abdachung des Pölbergs (Bielbergs) sehr schwer zu betreiben und dabei wenig ergiebig ist, theils vom Bergbau, der aber nicht im Ort selbst statt findet.“
Das jetzige Gebäude der Evangelischen Pfarrkirche Geyersdorf an der Alten Dorfstraße wurde 1862 errichtet. Ein in der Grundmauer erhaltener Stein weist die Jahreszahl 1508 auf. Von der Mitte des 16. Jahrhunderts bis 1902 gehörte der Ort kirchlich der Hospital- oder Trinitatiskirche in Annaberg an; zuständig waren die dortigen Pfarrer.
Am 15. November 1923 erhielt der Ort mit dem Güterbahnhof „Geyersdorf-Mildenau“ am östlichen Ortsende Eisenbahnanschluss an der als Industriebahn konzipierten Plattentalbahn – zwischen dem 10. Januar 1938 und 1945 verkehrten hier auch Personenzüge. Ab 1951 war die Station durch Betriebseinstellung auf dem Abschnitt bis Königswalde fortan oberer Endpunkt der Bahn, am 15. Juni 1971 wurde der Güterverkehr auf dem Abschnitt Plattenthal–Geyersdorf-Mildenau endgültig eingestellt.
Zum  1. Januar 1999 wurde Geyersdorf nach Annaberg-Buchholz eingemeindet.

### Entwicklung der Einwohnerzahl
| Jahr    | Einwohnerzahl                                         |
| ------- | ----------------------------------------------------- |
| 1547/51 | 22 besessene Mann, 31 Gärtner, 9 Inwohner, 12 ¾ Hufen |
| 1764    | 34 besessene Mann, 20 Gärtner, 12 ¾ Hufen             |
| 1834    | 621                                                   |
| 1871    | 916                                                   |
| 1890    | 1298                                                  |

| Jahr | Einwohnerzahl |
| ---- | ------------- |
| 1910 | 1448          |
| 1925 | 1378          |
| 1939 | 1497          |
| 1946 | 1464          |
| 1950 | 1663          |

| Jahr | Einwohnerzahl |
| ---- | ------------- |
| 1964 | 1292          |
| 1990 | 1015          |
| 1998 | 1162          |
| 2011 | 1174          |
| 2021 | 1394          |

### Bergbau
Der zeitliche Ursprung des Bergbaus am Pöhlberg ist nicht bekannt, dürfte aber nach derzeitigem Kenntnisstand vor 1442 liegen, denn nach chronikalischen Aufzeichnungen wurde die Grube St. Briccius südlich von Geyersdorf in diesem Jahr beim Bergamt Geyer erstmals erwähnt.
Bemerkenswert ist, dass Geyersdorf aufgrund seines ergiebigen Bergbaus beim Kurfürsten die Stadtgerechtigkeit ersuchte. Die Stadtgerechtigkeit erhielt der Ort schließlich 1468. Dieses Privilegium umfasste „einen öffentlichen Wochenmarkt, Brau- und Schankgerechtigkeit für jedes Haus, Niederlassung der Handwerker, Zoll- und Geleits-, Land- und Tranksteuerfreiheit mit Accisemoderation, die kleine Jagd mit Netzen etc.“ Später erloschen die Privilegien jedoch wieder.
In seiner Blütezeit zwischen 1575 und 1595 lieferte der Bergbau 3510 Zentner Kupfer und 5060 Mark Silber, die teils in Geyer teils in nahegelegenen Hüttenwerken weiterverarbeitet wurden.

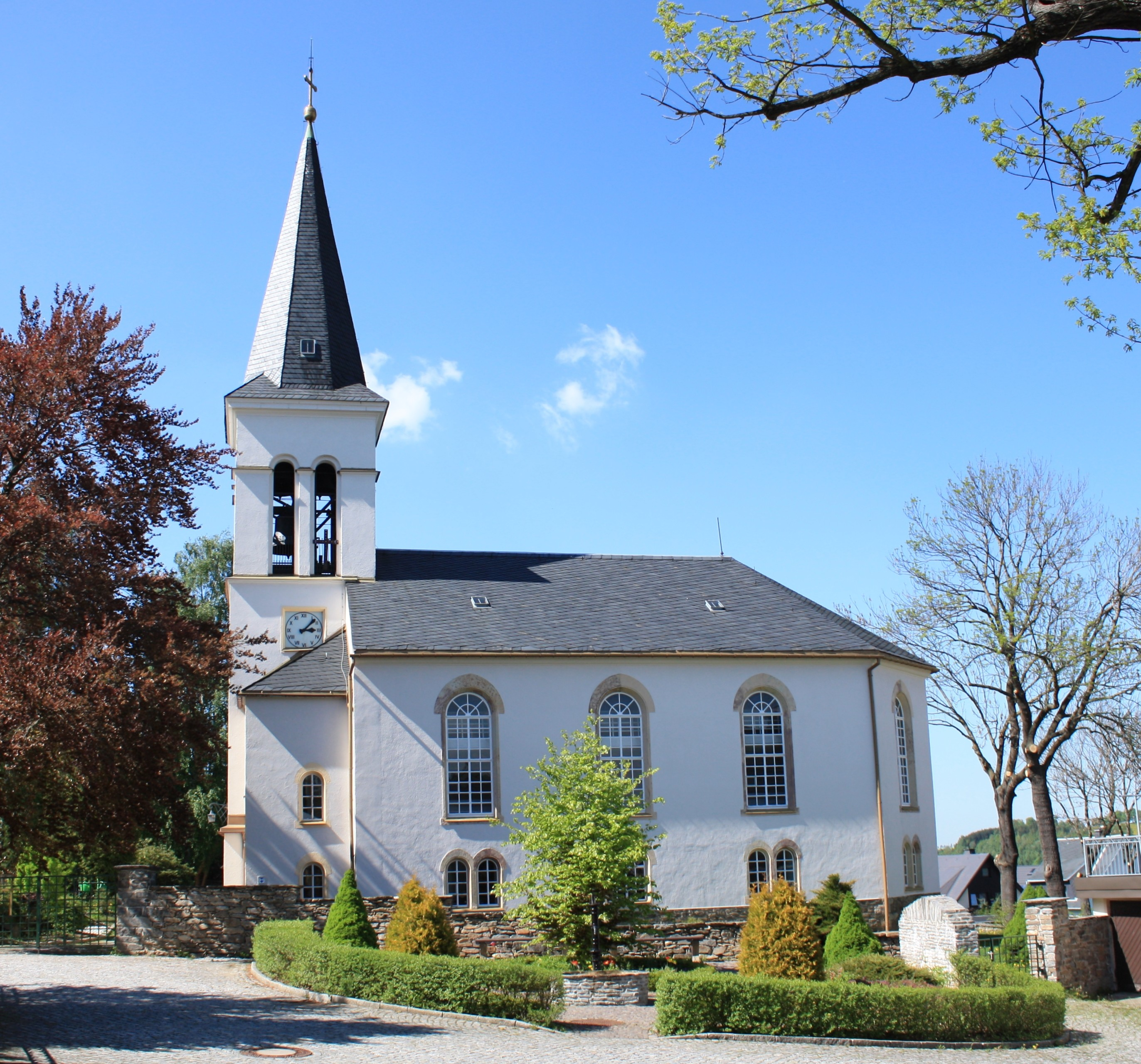
Kirche Geyersdorf

## Söhne und Töchter
- Friedrich Hermann Lahl (1842–1920), Kunsthandwerker und Begründer der Massefigurenherstellung in Annaberg
- Max Grohmann (1861–1925), Schuldirektor und Sachbuchautor
- Walter Porstmann (1886–1959), Ingenieur, Mathematiker und Normungstheoretiker
- Werner Porstmann (1921–1982), Radiologe